# Nicolas Gaster
Nicolas Gaster (* 23. Mai 1946 in Hampstead, London) ist ein britischer Filmeditor.
Nicolas Gaster ist seit Mitte der 1970er Jahre als Filmeditor und war die ersten Jahre auch als Sound-Editor tätig. Er war für den Filmschnitt von über 50 Produktionen verantwortlich.

## Filmografie (Auswahl)
- 1982: X-Tro: Nicht alle Außerirdischen sind freundlich! (Xtro)
- 1987: Wale im August (The Whales of August)
- 1988: Zwei Welten (A World Apart)
- 1990: Rosenkranz & Güldenstern (Rosencrantz and Guildenstern are Dead)
- 1994: Vor dem Regen (Before the Rain)
- 1996: Der Unhold (The Ogre)
- 1999: Reise zur Sonne (Güneşe Yolculuk)
- 2003: Die Mutter – The Mother (The Mother)
- 2004: Waiting for the Clouds (Bulutlari beklerken)
- 2004: Enduring Love
- 2006: Venus
- 2009: Moon
- 2010: Willkommen bei den Rileys (Welcome to the Rileys)
- 2011: Coriolanus
- 2012: Hyde Park am Hudson (Hyde Park on Hudson)
- 2013: The Invisible Woman
- 2014: Die Gärtnerin von Versailles (A Little Chaos)
- 2016: The Exception
- 2018: The Happy Prince